# Eberhard Zobel

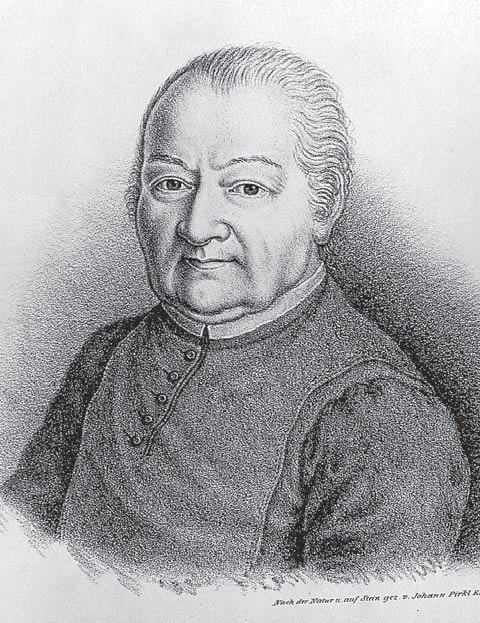
P. Eberhard Zobel, Lithografie von Johann Pirkl, 1832

Eberhard Zobel (* 14. April 1757 in Schwaz als Johann Nepomuk Tiburtius Zobel; † 27. April 1837 in Fiecht) war ein österreichischer Benediktiner, Maler, Kunstsammler und Lehrer. Er gründete im Stift Fiecht eine Mal- und Zeichenschule, die zahlreiche bedeutende Künstler hervorbrachte.

## Leben
Johann Nepomuk Tiburtius Zobel wurde als jüngstes Kind des Arztes Eustach Dionys Zobel in Schwaz geboren. 1773 trat er mit 16 Jahren in die Benediktinerabtei Fiecht ein und nahm den Ordensnamen Eberhard an. Am 19. Februar 1780 wurde er zum Priester geweiht, am 19. April desselben Jahres legte er die Ordensgelübde ab. Anschließend war er als Seelsorger in Pfarren des Stiftes tätig und unterrichtete einige Zeit am Gymnasium in Meran. Als das Kloster unter der bayrischen Besatzung 1807 aufgehoben wurde, ging er nach Schwaz. Nach der Wiederherstellung des Klosters war er bis 1820 wieder in der Seelsorge an verschiedenen Stiftspfarren tätig.
Zobel war ein eifriger Sammler von Kupferstichen, Zeichnungen und Gemälden. In seiner Freizeit malte und zeichnete der künstlerisch begabte Autodidakt nach Vorbildern in seiner Sammlung. In seiner Zeit als Pfarrprovisor von Stans gründete er eine Mal- und Zeichenschule, die er im Stift Fiecht weiterführte. Seine Schüler unterrichtete er im Sinne des vorherrschenden Klassizismus in Architektur, Perspektive und Anatomie. Die Schule bot begabten jungen Männern aus einfachen Verhältnissen die Vorbereitung auf den späteren Besuch einer Akademie. Aus der Schule gingen bedeutende Maler und Bildhauer wie Johann Endfelder, Josef Arnold der Ältere, Johann Pirkl, Kaspar Pichler,  Joseph Hell, Joseph Friedrich Lentner oder Thomas Lang hervor. Sechs Schüler Zobels schafften die Aufnahme in die Kunstakademie in Wien oder München. Zobel war auch selbst künstlerisch tätig und entwarf beispielsweise 1805 einen klassizistischen Hochaltar für die Pfarrkirche Schwaz.